# Can Parés (Sant Boi de Llobregat)
Can Parés és una obra del municipi de Sant Boi de Llobregat (Baix Llobregat) inclosa en l'Inventari del Patrimoni Arquitectònic de Catalunya.

## Descripció
Aquesta casa és un dels testimonis de la urbanització de la Rambla, amb la qual cosa es va oficialitzar l'Eixample. Cap al 1876 es va començar a construir i Ca l'Escardiol podria ser uns deu anys posterior. És un edifici entre mitgeres, de planta baixa i dos pisos, amb terrat. La construcció és de maó arrebossat, encara que a la planta baixa s'ha substituït per llosetes. Les dues plantes superiors es mantenen en el seu aspecte original, amb un gran balcó de laminat de ferro i unes ornamentacions geomètriques en voladís, típiques del modernisme amb la nota de color de ceràmica blava. Un ràfec de teula equilibra la tendència vertical de les esmentades decoracions.

## Història
El 1875 s'oficialitzà l'Eixample del segle xix amb l'obertura de la Rambla de Rafael Casanova. A partir d'aquella data es va començar a edificar, sent aquesta casa de principis del segle XX una de les que resten sense reformes posteriors evidents, tret del recobriment de lloseta que s'ha fet a l'entrada de la planta baixa. Els dos pisos es conserven en el mateix estat que el moment de la seva construcció.